# Перпендикулярен стил
Перпендикулярен стил („вертикален стил“) или праволинеен стил („стил с прави линии“) е архитектурен стил от епохата на късната готика (1330 – 1520 г.), типичен за Англия и нейни съседни територии. По-късно стилът се завръща на мода по времето на историцизма (XIX – XX век) и намира намира широко приложение както в храмовата архитектура, така и светското сградостроителство в големи части на Британската империя.

## Термин
Терминът произлиза от латинската дума perpendiculum, означавща „отвес“ или „зидарски шнур“, и е използван за първи път през 1817 г. от Томас Рикман, който в своята книга „Опит за разграничаване на стиловете на Английска архитектура от завоеванието до Реформацията“ търси подходящи термини за обозначаване на периодите на средновековната архитектура между 1066 г. и началото на Реформацията.

## Характеризиране
Перпендикулярният стил следва ранноанглийския и декорирания стил, което го прави третият английски стил на готическата архитектура. Основно е разработен и използван в периода от 1330 г. до 1520 г. Името му се дължи на доминиращите прави линии в дизайна на вертикалното деление на високите готически прозорци и стени. Ветриловидният свод също е типичен за този стил, както може да се види в най-чистата му форма в Църквата на абатството на Бат.

## Примери
- Църквата на абатството на Бат
- Параклисът на Кралския колеж, Кеймбридж
- Кентърбърийската катедрала
- Катедралата Глостър
- Манчестърска катедрала
- Новият колеж в Оксфорд
- Магдален колеж, Оксфорд
- Катедралата Уинчестър
- Йоркската катедрала
- Катедралата Брунсуик (странична пътека)
- Манастир Бебенхаузен (лятна трапезария) в Тюбинген, Германия